# Holding on to You (二十一名飞行员歌曲)
《Holding on to You》是美国音乐组合二十一名飞行员的一首歌曲，首次收錄在樂隊的第二张录音室专辑《Regional at Best》（2011）。这首歌后来被重新录制，收录在他们的首张廠牌专辑《船隻》（2013）。《Holding on to You》有欢快的节奏、充满活力的挂留和弦。約瑟夫的說唱部分则表达出一种朴实的感傷情緒，配以宏大而欣快的副歌。歌曲風格為帶有独立音乐风格的合成器流行音乐，并配以说唱的詞句和编曲。歌曲包含Dem Franchize Boyz乐团《Lean wit It, Rock wit It》的歌词内容。《Holding On To You》是一首關於自我控制的歌謠，歌词内容谈论了掌控自己的生活和坚持自己的理念，以及“重新掌控被精神问题占据的头脑”。
这首歌于2012年9月11日作为《船隻》的主打单曲发行。它在2012年發行到摇滚和另类电台，并在同年後期發行到主流电台。《Holding on to You》一经发布就获得了当代乐评人的普遍赞誉。该单曲的配套音樂錄影帶由乔丹·巴哈特执导，于2012年11月15日发布。该影片展現了现场演出景象和激进舞台表演的抽象融合。影片充斥著烟雾、芭蕾舞者和其他的现代舞者；舞者們畫上了骷髅面漆，泰勒·约瑟夫和乔什·邓的表演这首歌的同时，舞者們在他們周围摇摆自己的身体。《Holding On To You》的影片因其編舞而备受赞誉，二十一名飞行员也因此而提名为2013年MTV音乐录像带大奖的受关注藝人奖。

## 录制与发行
在2019年SiriusXM特别活动中，主唱泰勒·约瑟夫透露了2010年他在一篇日记寫下他不确定乐队的方向，并考虑放弃自己的音乐梦想。但他之後开始创作一首新歌并对此感到非常兴奋，所以他决定继续工作。这首歌最初的名字叫《Entertain My Faith》，后来变成了 《Holding on to You》。
《Holding on to You》最初收录在乐队独立发行的专辑《Regional at Best》。2012年，在与大西洋唱片的下属厂牌拉面工坊签约后，乐队与制作人Greg Wells一起重新录制《Regional at Best》当中的多首歌曲，包括《Holding on to You》。这首歌曲在美国洛杉矶Rocket Carousel Studio录制。
歌曲在2012年9月11日作为乐队的首张主流厂牌专辑《Vessel》（2013年）专辑的首支先行单曲发行。

## 樂評
这首歌曲一经发行就获得了当代乐评人的好评。MTV 新闻的雷切尔·布罗德斯基 (Rachel Brodsky) 称《Holding On to You》是一首“充满活力、跨流派的曲目”。Piet Levy《密尔沃基哨兵报》将其描述为“飘忽不定但总是引人入胜的音乐。《Holding On to You》从一首敏感的 Death Cab for Cutie 风格民谣转变为一首嘻哈热曲。”《Tampa Bay Times》的Jay Cridlin称赞了歌曲“柔滑的节奏”。AllMusic的Fred Thomas将歌曲列为二人的首张大碟《Vessel》中的三首“極為抓耳、有主打單曲潛質的突出曲目”之一。英国MTV的Georgina Langford-Biss称，“二十一位飞行员以令人惊叹的《Holding On To You》巧妙地潜入了主流。”《约克郡时报》的格雷厄姆·克拉克将这首歌形容為是美国双人组合Capital Cities和Of Monsters and Men的混合体。Anne Nickoloff和Troy Smith为《The Plain Dealer》写道，“《Holding on to You》在Twenty One Pilots的歌迷心中有着特殊的地位，这很容易理解⋯⋯这首歌是一首感伤的杰作，也是在Tyler Joseph歌唱事业最艰难的一段时间所仰赖的一股力量。”
《Kerrang!》的Sam Law把这首歌列为乐队第五首最佳歌曲，认为这首歌反映了乐队早期所受的影响和无拘束的创造力，以四分半钟的时间传达了强烈的情感。乐队将主流流行音乐的元素（欢快的节奏、快速的说唱、兴奋的副歌）化为己用，表达了他们的个人思考，向传统音乐类型的界限发起了挑战，并捕捉到了这一代人的情绪和心境。他把歌曲的歌词内容描绘为“重新掌控被精神问题占据的头脑”，并且说尽管这张专辑有很多歌有类似的主题，这首歌在内在情感和令人耳目一新的表达方面脱颖而出。

## 商业表现
《Holding On to You》成为乐队首支全国热门歌曲，在美国《告示牌》另类歌曲榜打入前十。截至2017年7月，这首歌在美国的销量达到100万张，被美国唱片业协会授予白金认证。

## 排行榜

### 周榜
| 榜单 (2013)                           | 最高 排位 |
| ------------------------------------- | --------- |
| 比利时佛兰德（Ultratip榜外單曲榜）    | 77        |
| 美國（《告示牌》Hot Rock Songs）      | 33        |
| 美國（《告示牌》Alternative Airplay） | 10        |
| 美國（《告示牌》Rock Airplay）        | 32        |

### 年终榜
| 榜单 (2013)                     | 排位 |
| ------------------------------- | ---- |
| 美国《告示牌》 Hot Rock Songs   | 96   |
| 美国《告示牌》Alternative Songs | 33   |

## 销售认证
| 地區                           | 认证 | 认证单位/销量 |
| ------------------------------ | ---- | ------------- |
| 澳大利亚（澳大利亚唱片业协会） | 金   | 35,000‡       |
| 英国（英国唱片业协会）         | 银   | 200,000‡      |
| 美国（美國唱片業協會）         | 白金 | 1,000,000‡    |
| ‡僅含認證的+實際銷量           |      |               |

## 发行历史
| 区域 | 日期          | 形式              | 厂牌                       |
| ---- | ------------- | ----------------- | -------------------------- |
| 全球 | 2012年9月11日 | 数字下载 流式媒体 | Fueled by Ramen            |
| 美国 | 2013年6月11日 | 流行电台          | Fueled by Ramen Roadrunner |